# Akmal Irgashev
Akmal Anvarovich Irgashev (russisch Акмал Анварович Эргашев Akmal Anwarowitsch Ergaschew; * 16. Dezember 1982 in der Provinz Fargʻona) ist ein usbekischer Taekwondoin, der im Schwergewicht startet.
Irgashev bestritt seine ersten internationalen Titelkämpfe bei der Asienmeisterschaft 2006 in Bangkok und der Weltmeisterschaft 2007 in Peking, schied dort aber frühzeitig aus. Erfolgreich verlief hingegen das Jahr 2008. Irgashev gewann in Henan mit Bronze bei der Asienmeisterschaft seine erste internationale Medaille. Er qualifizierte sich für die Olympischen Spiele in Peking, wo er in der Klasse über 80 Kilogramm im Viertelfinale gegen Cha Dong-min unterlag, über die Hoffnungsrunde aber den Kampf um Bronze erreichte. Nach einer knappen Niederlage gegen Chika Chukwumerije verpasste er eine olympische Medaille und wurde Fünfter. Eine Bronzemedaille konnte er bei den Asienspielen 2010 in Guangzhou gewinnen. Irgashev bestritt 2011 in Gyeongju seine bislang erfolgreichste Weltmeisterschaft. Mit vier Siegen erreichte er das Finale im Schwergewicht, wo er gegen Jo Chol-ho verlor, mit Silber aber seine erste WM-Medaille erkämpfte. Beim asiatischen Olympiaqualifikationsturnier 2011 in Bangkok gewann er in der Klasse über 80 Kilogramm den entscheidenden Kampf um den dritten Platz und qualifizierte sich für seine zweiten Olympischen Spiele 2012 in London.